# Festival Instrumenta
El Festival Instrumenta es una celebración musical que se realiza anualmente en las ciudades de Oaxaca y México. Tiene un fin esencialmente académico, al integrar ensambles específicos para el festival —incluyendo la composición de piezas específicas para el mismo— intercambios académicos, divulgación, talleres, ensayos públicos y conferencias. Su primera edición fue en 2003.
Algunos de los músicos que han impartido clases magistrales de instrumento en este festival son Pierre-Yves Artaud, Nigel Shore, Claudio Abbado, el Cuarteto Latinoamericano y Javier Nandayapa, entre muchos otros. El festival es impulsado por la asociación civil Oaxaca Música y Cultura, apoyada por la Fundación Alfredo Harp Helú Oaxaca, el Gobierno del Estado de Oaxaca y la Secretaría de Cultura.

## Ediciones del festival

### 2015
Se realizó del 30 de octubre al 10 de noviembre, contando con la participación de 14 músicos mexicanos y extranjeros que participaron en diversas actividades como conciertos, talleres y clases magistrales. Se rindió un homenaje a Mario Lavista, por lo que se interpretó Cantos de México de Carlos Chávez y el Ensamble Tambuco presentó una obra que Lavista hizo para armónica. Por el centenario del nacimiento de Igor Stravinsky se interpretó La consagración de la primavera, y el concierto de clausura fue la representación escénica y musical Historia del soldado del mismo compositor ruso.